# 萬丹庄

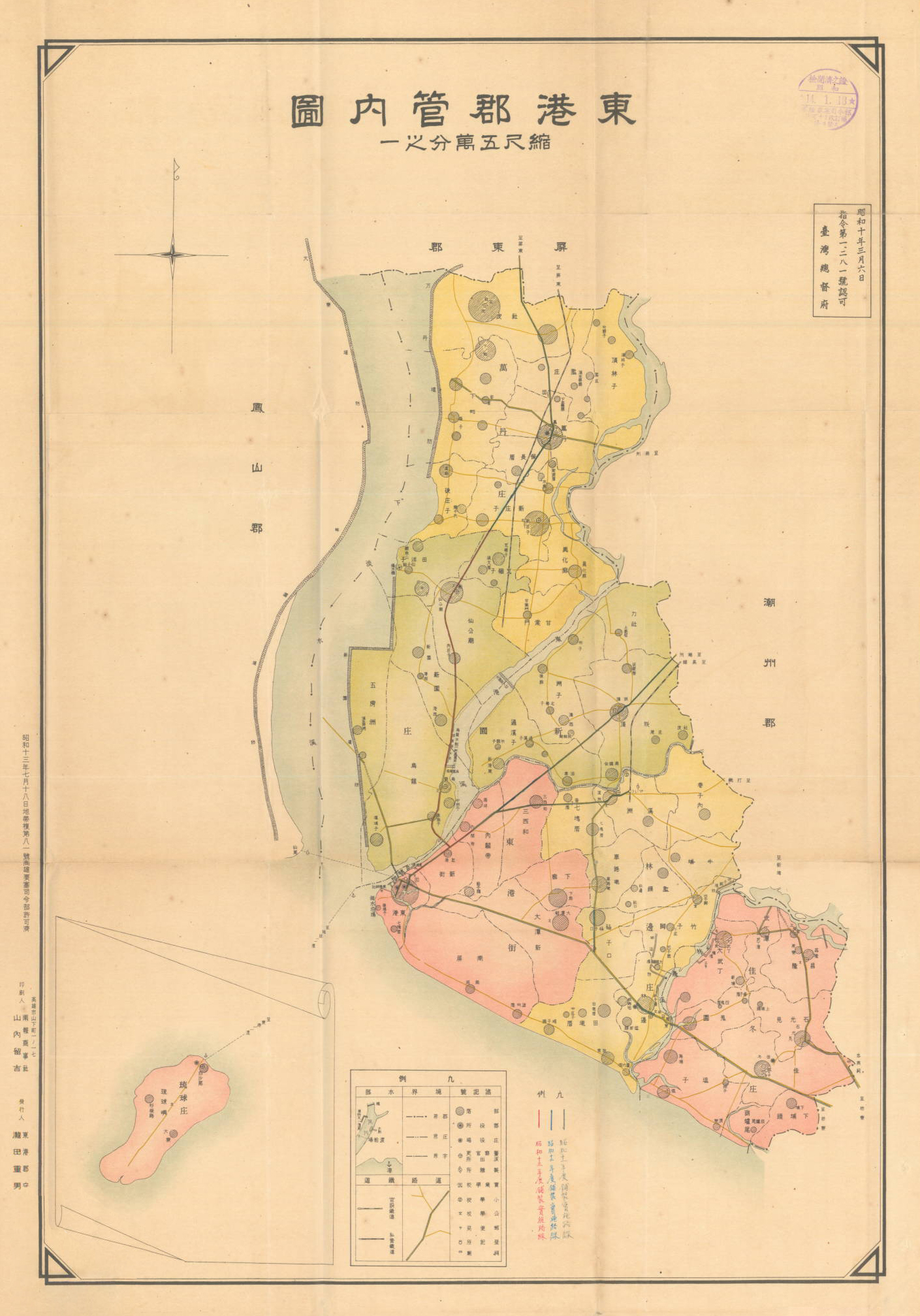
東港郡管內圖

萬丹庄為臺灣日治時期1920年至1945年間存在之行政區，轄屬高雄州東港郡。今屏東縣萬丹鄉。

## 行政區劃
萬丹地區在清代屬港西下里、港西中里，在1897年5月分別隸屬於「鳳山縣萬丹、阿猴辨務署」。1898年6月18日，鳳山縣併入「臺南縣」，而萬丹辨務署改為「潮州庄辨務署」。1899年4月8日，潮州庄辨務署增設「萬丹支署」。1900年4月1日，潮州庄辨務署改為東港辨務署潮州庄支署，而萬丹支署改隸「阿猴辨務署」。1901年11月11日，臺灣的行政區劃改為二十廳，臺南縣被裁撤，阿猴、東港辨務署合併為阿猴廳，萬丹區、新庄仔區屬「阿猴廳萬丹支廳」，社皮區屬「阿猴廳直轄」。1903年4月，萬丹支廳廢止。1904年4月13日，阿猴廳將原有街庄整併。萬丹地區在此時的劃分如下：
- 萬丹區
  - 港西下里：萬丹庄、頂林仔庄、濫庄、下蚶庄、保長厝庄、
- 新庄仔區
  - 港西下里：新庄仔庄、後庄仔庄、興化廍庄、甘棠門庄
- 社皮區
  - 港西中里：社皮庄

1905年3月，阿猴廳改稱「阿緱廳」。1920年10月1日，原堡里鄉澚之行政區廢除，街庄社改為大字，而上述街庄合併為高雄州東港郡萬丹庄，轄域內分為萬丹、頂林子、濫庄、下蚶、保長厝、新庄子、後庄子、興化廍、甘棠門、社皮等10個大字。
二戰後，丹庄改為高雄縣東港區萬丹鄉。1946年4月，改為「屏東市萬丹區」。1950年10月1日，改為「屏東縣萬丹鄉」。
| 1904年   | 1904年   | 1904年                                           | 1920年 | 1920年 | 現在   |
| 堡里     | 區       | 街庄社                                           | 街庄   | 大字   | 鄉鎮   |
| -------- | -------- | ------------------------------------------------ | ------ | ------ | ------ |
| 港西下里 | 萬丹區   | 萬丹街、頭前厝庄、澎湖厝庄、竹篙濫庄、下本縣廍庄 | 萬丹庄 | 萬丹   | 萬丹鄉 |
| 港西下里 | 萬丹區   | 竹圍庄、頂林仔庄、下林仔庄、中林庄               | 萬丹庄 | 頂林子 | 萬丹鄉 |
| 港西下里 | 萬丹區   | 濫庄、頂本縣廍庄、客厝仔庄                       | 萬丹庄 | 濫庄   | 萬丹鄉 |
| 港西下里 | 萬丹區   | 上蚶庄、崙仔頂庄、下蚶庄、上蚶客庄、田厝庄       | 萬丹庄 | 下蚶   | 萬丹鄉 |
| 港西下里 | 萬丹區   | 下廍庄、保長厝庄                                 | 萬丹庄 | 保長厝 | 萬丹鄉 |
| 港西下里 | 新庄仔區 | 下社皮庄、番社庄、新庄仔庄、水泉庄               | 萬丹庄 | 新子   | 萬丹鄉 |
| 港西下里 | 新庄仔區 | 井仔頭庄、後庄仔庄、道爺庄、灣仔內庄             | 萬丹庄 | 後子   | 萬丹鄉 |
| 港西下里 | 新庄仔區 | 水吼庄、興化廍庄                                 | 萬丹庄 | 興化廍 | 萬丹鄉 |
| 港西下里 | 新庄仔區 | 甘棠門庄、客厝庄                                 | 萬丹庄 | 甘棠門 | 萬丹鄉 |
| 港西中里 | 社皮區   | 社皮庄、廣安庄、磚仔磘藔庄                       | 萬丹庄 | 社皮   | 萬丹鄉 |

## 區、庄長
- 萬丹區長
  - 李南：1910~1920年
- 新庄仔區長
  - 李君重：1910~1920年
- 社皮區長
  - 徐辜連周：1910~1914年
  - 林興儀：1915~1920年
- 萬丹庄長
  - 李南：1920~1928年
  - 李開山：1929~1936年
  - 生田目與七：1937~1945年[6]

## 設施
- 萬丹庄役場
- 萬丹郵便局
- 臺灣糖業試驗所萬丹交配圃（今台糖萬丹甘蔗育種場）
- 臺灣總督府殖產局萬丹鳳梨種苗養成所
- 萬丹信用組合（今萬丹鄉農會）
- 萬丹公學校→萬丹國民學校（今萬丹國小）
- 新庄子公學校→新庄子國民學校（今新庄國小）
- 社皮公學校→社皮國民學校（今社皮國小）